# Oshkosh Corporation
Oshkosh Corporation (NYSE: OSK) er en amerikansk producent af specielle lastbiler, militærkøretøjer, brandbiler og lifte. De har datterselskaberne Pierce Manufacturing og JLG Industries. Hovedkvarteret er i Oshkosh, Wisconsin. De har 15.000 ansatte og 130 afdelinger i 24 lande.
Virksomheden blev etableret i 1917 som Wisconsin Duplex Auto Company.